# Ikona Matki Bożej „Ukój Mój Smutek”
Ikona Matki Bożej „Ukój Mój Smutek” – cudowna ikona Matki Bożej, reprezentująca typ Eleusa.

## Opis
Ikona przedstawia Matkę Bożą wspierającą twarz lewym ramieniem, z zamyślonym wyrazem twarzy. Zależnie od wariantu Maryja patrzy wprost na widza lub obok niego, pogrążona w myślach. Drugim ramieniem podtrzymuje Dzieciątko Jezus, które wznosi w górę na pół rozwinięty zwój papieru z zapisaną modlitwą.

## Historia
Ikona znalazła się w Moskwie w 1640 i została przywieziona przez Kozaków, nie jest znane jednak dokładne źródło jej pochodzenia ani czas powstania. Po 1640 stałym miejscem jej przechowywania była cerkiew św. Mikołaja w Pupyszach. Już w drugiej połowie XVII wieku wizerunek zyskał opinię cudownego. Według legendy nieznana z imienia zamożna kobieta straciła władzę w rękach i nogach, a gdy nie pomagała jej żadna kuracja, zaczęła modlić się o uzdrowienie. We śnie miała ujrzeć Maryję, która nakazała jej udanie się do cerkwi w Pupyszach i modlitwę przed ikoną „Ukój Mój Smutek”. Kobieta uczyniła tak, jednak nie mogła odnaleźć w nawie cerkwi, wśród innych ikon Matki Bożej, tej, której poszukiwanie nakazała jej Maryja. Na prośbę towarzyszących jej osób kapłan służący w cerkwi przyniósł również inne wizerunki, przechowywane na dzwonnicy cerkwi i zaniedbane od dłuższego czasu. Wśród nich chora odnalazła ikonę „Ukój Mój Smutek”, a po odprawieniu przed nią molebnia została uleczona. Tradycja Rosyjskiego Kościoła Prawosławnego datuje to wydarzenie na 25 stycznia 1760. Miało być to dopiero pierwsze z wielu uzdrowień; kolejne spotykały w szczególności chorych na padaczkę.
Ikona „Ukój Mój Smutek” ma wiele wariantów przechowywanych w różnych cerkwiach Rosji lub poza jej granicami, z których kilka – niezależnie od oryginału – również zyskało opinię cudownych.